# Adrián Bíreš
Adrián Bíreš (Banská Bystrica, 18 maggio 1969) è un ex sciatore alpino slovacco; fino alla dissoluzione della Cecoslovacchia (1993) gareggiò per la nazionale cecoslovacca.

## Biografia
Specialista delle prove tecniche originario di Slovenská Ľupča e fratello di Marián, a sua volta sciatore alpino, debuttò in campo internazionale in occasione dei Mondiali juniores di Bad Kleinkirchheim 1986 e l'anno dopo nella rassegna iridata giovanile di Hemsedal/Sälen 1987 vinse la medaglia d'argento nella combinata e quella di bronzo nello slalom gigante e nello slalom speciale; ai XV Giochi olimpici invernali di Calgary 1988, sua unica presenza olimpica, si classificò 33º nella discesa libera, 23º nel supergigante, 15º nello slalom speciale, 8º nella combinata e non completò lo slalom gigante. Si ritirò al termine della stagione 1995-1996 e la sua ultima gara fu uno slalom gigante universitario disputato il 16 marzo a Jasná; non ottenne piazzamenti in Coppa del Mondo o ai Campionati mondiali.

## Palmarès

### Mondiali juniores
- 3 medaglie[2]:
  - 1 argento (combinata a Hemsedal/Sälen 1987)
  - 2 bronzi (slalom gigante, slalom speciale a Hemsedal/Sälen 1987)

### Campionati slovacchi
- 1 medaglia (dati dalla stagione 1994-1995):
  - 1 bronzo (slalom speciale nel 1995)